# 1551
Відродження •  Реформація •  Доба великих географічних відкриттів •  Ганза

## Геополітична ситуація
Османську державу очолює Сулейман I Пишний (до 1566). Імператором Священної Римської імперії є Карл V Габсбург (до 1555). У Франції королює Генріх II Валуа (до 1559).
Середню частину Апеннінського півострова займає Папська область. Неаполітанське королівство на півдні захопила Іспанія. Венеційська республіка залишається незалежною, Флорентійське герцогство, Генуя та герцогство Міланське входять до складу Священної Римської імперії.
Іспанським королівством править Карл I (до 1555). В Португалії королює Жуан III Благочестивий (до 1557).
Едуард VI є королем Англії (до 1553). Королем Данії та Норвегії — Кристіан III (до 1559). Королем Швеції — Густав I Ваза (до 1560). Королем Угорщини та Богемії є римський король Фердинанд I Габсбург (до 1564). Королем Польщі та Великим князем литовським є Сигізмунд II Август (до 1572).
Галичина входить до складу Польщі. Волинь належить Великому князівству Литовському. Московське князівство очолює Іван IV (до 1575).
На заході євразійських степів існують Казанське ханство, Кримське ханство, Астраханське ханство, Ногайська орда. Єгипет захопили турки. Шахом Ірану є сефевід Тахмасп I.
У Китаї править династія Мін. Значними державами Індостану є Імперія Великих Моголів, Біджапурський султанат, Віджаянагара. В Японії триває період Муроматі.
Триває підкорення Америки європейцями. На завойованих землях ацтеків існує віцекоролівство Нова Іспанія, на колишніх землях інків — Нова Кастилія.

## Події
- Письмова згадка про села Боянчук (Заставнівський район), Мостище (Калуський район).
- Король Сигізмунд II Август звернувся до Папи римського про дозвіл ведення богослужінь для православного населення слов'янською мовою[1].
- У Москві відбувся Стоглавий собор, затверджено церковний кодекс «Стоглав».
- Відновив роботу Тридентський собор.
- Король південної частини Угорщини Янош II Жигмонд Заполья зрікся трону на користь Фердинанда I Габсбурга, який став єдиним сувереном Угорщини. Імперські війська окупували Трансильванію. У відповідь почалося вторгнення турків на чолі з Мехмедом-пашею.
- Турки захопили Триполі, що перебувало під захистом мальтійських лицарів.
- Перські війська захопили й частково зруйнували монастир Вардзіа в Грузії.
- Засновано університет Сан-Маркос у Лімі.
- Ігнатій Лойола заснував римську колегію, навчальний заклад, що згодом став католицьким університетом.

## Народились
Докладніше: Народилися 1551 року
- 19 вересня — Генріх III Валуа, король Франції з 1574 року, останній з династії Валуа.

## Померли
Докладніше: Померли 1551 року